# Jotuni Patera
La Jotuni Patera è una struttura geologica della superficie di Venere.